# Groupe de reconnaissance et d'intervention en milieu périlleux
 (février 2014).
Si vous disposez d'ouvrages ou d'articles de référence ou si vous connaissez des sites web de qualité traitant du thème abordé ici, merci de compléter l'article en donnant les références utiles à sa vérifiabilité et en les liant à la section « Notes et références ».
Pour les articles homonymes, voir Groupe de reconnaissance et d'intervention en milieu périlleux (Algérie).

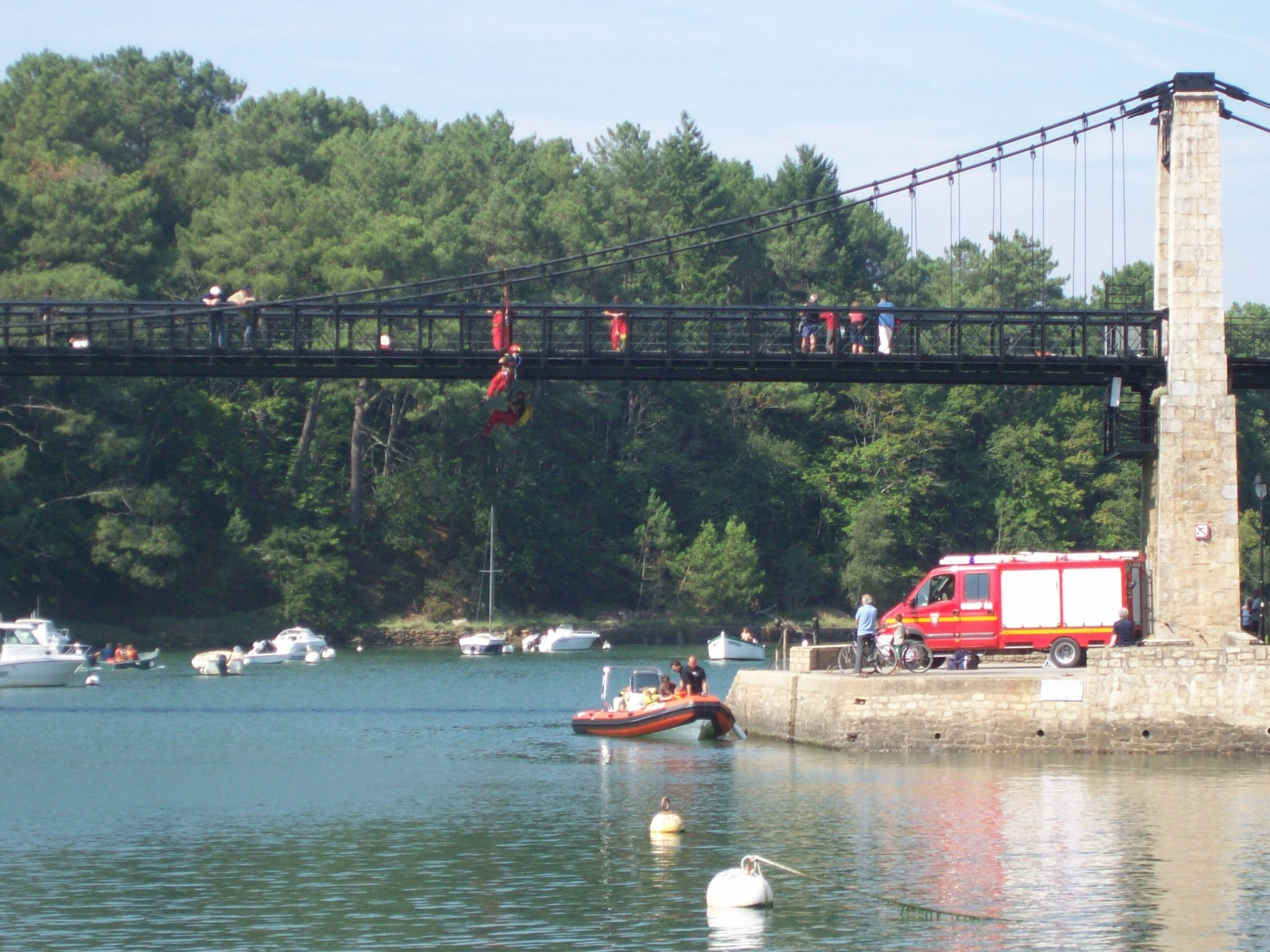
Unité du GRIMP du Morbihan

Les groupes de reconnaissance et d’intervention en milieu périlleux (GRIMP) (ou groupes d'intervention en milieu périlleux, ou groupes de recherche et d'intervention en milieu périlleux) sont des unités de sapeurs-pompiers spécialisées dans la reconnaissance et le sauvetage dans les milieux naturels et artificiels particulièrement dangereux pour les équipes traditionnelles de sapeurs-pompiers.
Sont exclues de ce champ d’application les opérations relevant du domaine du secours en montagne, du secours spéléo et les opérations réalisables avec le lot de sauvetage et de protection contre les chutes.

## En France
Le GRIMP est issu du GISS (Groupe d'intervention et de secours spécialisé) et du TNS (techniques nouvelles de sauvetage) créé à Florac en 1984 (Lozère).
La Brigade de sapeurs-pompiers de Paris comprend un groupe d’intervention en milieu périlleux (GRIMP) dont les compétences incluent le secours en paroi, les translations, le secours en puits ou les manœuvres hélitreuillées. Le GRIMP fait lui-même partie du groupe Recherches et sauvetages en milieu urbain (RSMU).
Le GRIMP de Marseille intervient une centaine de fois par an en moyenne principalement auprès des randonneurs ou des grimpeurs en difficulté aux calanques de Marseille mais aussi auprès des marins et dockers.

## Compétitif
Diverses compétitions internationales ont lieu, telles que le Grimpday (Namur, Belgique) depuis 2006 et le GRIMP North America (Los Angeles, États-Unis) depuis 2019.